# Steenstrate
Steenstrate is een gehucht in de Belgische provincie West-Vlaanderen. Het ligt op de grens van Bikschote (Langemark-Poelkapelle) en Zuidschote (Ieper). Het is gelegen waar de provincieweg N369 (baan Ieper-Diksmuide) het Ieperleekanaal kruist (het kanaal Ieper-IJzer). Steenstrate bestaat uit verscheidene hoeves, een café-restaurant 'Steenstraete' en monumenten die verwijzen naar de Eerste Wereldoorlog.

## Geschiedenis
De Steenstraat door het gehucht, zou een deel zijn van de Steenstraat die al van in de Romeinse tijd Kassel met Aardenburg verbond.
Op de Ferrariskaart uit de jaren 1770 staan "Steenstraete" en de "Steenstraete Brugghe" reeds aangeduid.
In Steenstrate vond op 22 april 1915 de eerste Duitse gasaanval plaats.

## Bezienswaardigheden
Het bekendste monument is het gedenkteken voor de Gebroeders Van Raemdonck. Dit monument stamt uit 1933 en werd ontworpen door Karel De Bondt. 
Het Herinneringskruis voor het 3e en 23e Belgische Linieregiment werd in 1935 opgericht naar ontwerp van Albert de Ceuninck. Eind mei 1940 werd het verwoest om in 1953 weer heropgericht te worden.
Verder is er nog het gedenkkruis voor de Franse Soldaten. 
Het gedenkteken voor hen die omkwamen tijdens de eerste gasaanval tijdens de Tweede Slag om Ieper werd in 1929 opgericht naar ontwerp van Maxime Réal del Sarte. Begin mei 1941 werd het door de Duitsers opgeblazen. In 1961 werd op deze plaats het Verzoeningskruis opgericht, ontworpen door Tournon.

## Evenementen
Ieder jaar zijn er begin juli waterfeesten op het water bij de brug van Steenstrate.
Eind augustus wordt er bij het herdenkingsmonument voor de Gebroeders van Raemdonck de Ijzerwake gehouden.